# Gianni Rocca (Leichtathlet)
Gianni Rocca (eigentlich Giovanni Rocca; * 13. Juni 1929 in Mailand; * 11. August 2013 ebd.) war ein italienischer Sprinter, der sich auf den 400-Meter-Lauf spezialisiert hatte.
Bei den Olympischen Spielen 1948 in London erreichte er mit der italienischen Mannschaft im Finale der 4-mal-400-Meter-Staffel nicht das Ziel.
1952 schied er bei den Olympischen Spielen in Helsinki über 400 m und in der 4-mal-400-Meter-Staffel im Vorlauf aus.
Seine persönliche Bestzeit von 48,4 s stellte er 1952 auf.